# Oblężenie Jasnej Góry

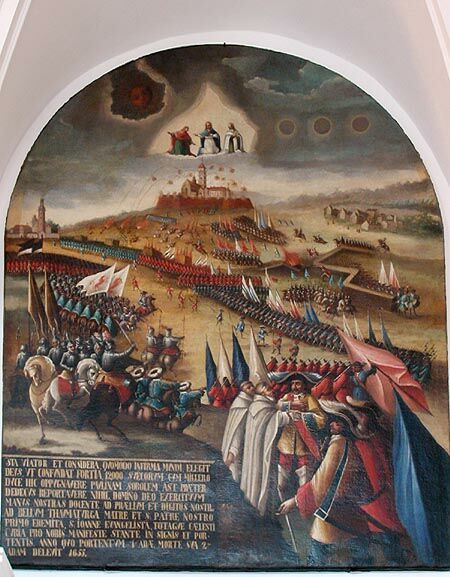
Oblężenie Jasnej Góry, obraz z pracowni klasztornej

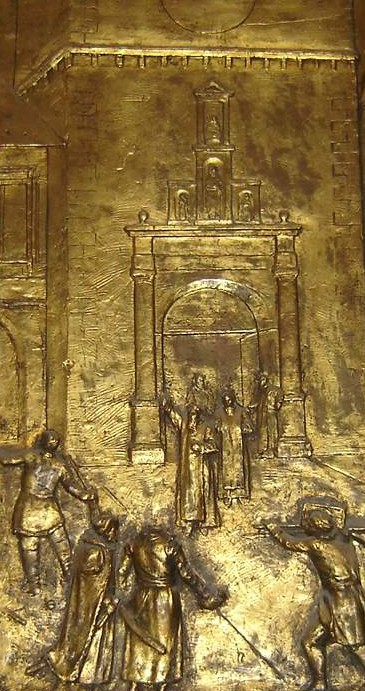
Obrona Jasnej Góry 1655, XIX-wieczna płaskorzeźba z przedsionka Sali Rycerskiej

Oblężenie Jasnej Góry (szw. Belägringen av Jasna Góra) miało miejsce w czasie potopu szwedzkiego w okresie 18 listopada – 27 grudnia 1655.

## Wstęp
Przygotowania do oblężenia zakonnicy rozpoczęli 6 sierpnia. Licząc się z możliwością oblężenia zakupili 60 muszkietów, które wzmocniły artylerię liczącą 24 działa, w tym 12 ciężkich. Już trzy lata wcześniej wzmocnili załogę do 160 żołnierzy, do czego zobowiązywała sejmowa uchwała. W momencie, gdy Szwedzi byli u szczytu powodzenia, stojący na czele klasztoru jasnogórskiego ojciec Augustyn Kordecki zdecydował się 7 listopada wysłać do Karola Gustawa list, w którym wzywał króla szwedzkiego do zwrócenia uwagi na bezpieczeństwo klasztoru, szukając jednocześnie pomocy u Jana Kazimierza i polskich wojskowych. W prowadzonej korespondencji Kordecki pozorował uległość i słabość klasztoru, jednocześnie twardo odmawiając wpuszczenia Szwedów.  Kordecki otrzymał od Szwedów list żelazny, czyli tak zwaną „salwagwardię”, gwarantujący bezpieczeństwo twierdzy. Pomimo tego nie dowierzano Szwedom i cudowną ikonę oraz najcenniejsze precjoza wywieziono 7 listopada 1655 do Lublińca, a potem do klasztoru paulinów w Mochowie koło Głogówka, a w kaplicy umieszczono kopię. Pomimo wcześniejszych obietnic Szwedzi zażądali wpuszczenia do twierdzy swego garnizonu (pretekstem miała być pacyfikacja pogranicza śląskiego), jednak paulini stanowczo odmówili. Już 8 listopada Szwedzi podjęli próbę opanowania klasztoru i sanktuarium, licząc na zaskoczenie. Na czele oddziału liczącego 200 jeźdźców przybył w tym celu hrabia Jan Wejhard Wrzesowicz, lecz po odmowie zakonników odszedł następnego dnia do Wielunia.
W południe 18 listopada pod klasztor podszedł korpus 2000 ludzi generała Burcharda Müllera, w którym większość stanowiła nieużyteczna w oblężeniu jazda. W skład tych sił wchodził liczący 600 ludzi polski oddział pułkownika Wacława Sadowskiego. Szwedzki korpus miał też 8 lekkich dział. Niewpuszczenie Szwedów do klasztoru oznaczało początek oblężenia, trwającego od 18 listopada do nocy z 26 na 27 grudnia 1655.
W chwili rozpoczęcia oblężenia załoga twierdzy jasnogórskiej liczyła 250 ludzi, po wzmocnieniach miejscową szlachtą. Wiedząc, że wśród załogi jest wielu zwolenników kapitulacji, wódz szwedzkiego korpusu podjął rokowania.

## Oblężenie
22 listopada Müller wysłał do Karola X Gustawa list, w którym poprosił o dostarczenie ciężkich dział. W nocy 25 listopada oblężeni pod wodzą Piotra Czarnieckiego (zobacz Czarnieccy herbu Łodzia) zorganizowali wypad z twierdzy, podczas której zagwoździli dwa działa i wycięli ich załogę. Potem doszło do rokowań, w czasie których Szwedzi uwięzili dwóch wysłanych do nich w poselstwie zakonników. By ich uwolnić Kordecki obiecał układy, co też nastąpiło. Po uwolnieniu zakonników doszło do rokowań, jednak ksiądz Kordecki twardo odrzucał żądania poddania twierdzy.
Na końcu listopada Szwedzi otrzymali posiłki w postaci 600 ludzi i 3 armat. Wystosowano kolejne żądanie kapitulacji, które tak jak poprzednie zostało odrzucone przez przeora Kordeckiego. Informacje o niezadowoleniu wojsk polskich w służbie szwedzkiej, które przekazał obrońcom przysłany nieopatrznie przez Szwedów podstoli rawski Piotr Śladkowski, wzmocniły wolę obrony klasztoru. Paulini wpuszczali na nabożeństwa Polaków, których oddziały znajdowały się przy Szwedach, lecz nie brały bezpośredniego udziału w oblężeniu (poza pracami pomocniczymi). Jednym z żołnierzy służących w polskich chorągwiach był Tatar, który ostrzegł obrońców, by nie poddawali „świętej twierdzy ludziom plugawym i wiarołomnym”.
Twierdza znajdowała się pod ostrzałem, jednak lekkie działa jakimi dysponowali Szwedzi nie mogły zaszkodzić oblężonym. Dopiero 10 grudnia dotarła pod Jasną Górę artyleria oblężnicza. Składały się na nią dwie wielkie półkartauny 24-funtowe i cztery ćwierćkartauny 12-funtowe wraz z którymi przybyły 2 kompanie (200 zaciężnej piechoty niemieckiej) z polskiego regimentu pułkownika Fromholda Wolffa, które przeszły na służbę szwedzką. Po przybyciu ciężkich dział wzrosła intensywność bombardowania twierdzy, jednak z powodu braku amunicji Szwedzi musieli przerwać ostrzał. Podczas ostrzału zniszczono częściowo mury od strony północnej i w rejonie bastionu Świętej Trójcy. Mimo tego okres wymiany ogniowej nie był dla Szwedów zbyt korzystny, gdyż artyleria klasztorna zadała oblegającym duże straty. Twardy i skuteczny opór twierdzy zdumiewał przyzwyczajonych dotąd do łatwych sukcesów najeźdźców.
Maksymalny stan liczebny, jaki osiągnęła armia oblężnicza, wyniósł 17 dział i około 3200 żołnierzy (w tym 2400 zaciężnych żołnierzy niemieckich oraz 800 polskiej jazdy jeszcze lojalnej wobec króla szwedzkiego).
W odpowiedzi na dokonane zniszczenia Polacy 14 grudnia zniszczyli jedną z redut wraz z półkartauną. Następnie Szwedzi zaczęli ostrzeliwać kurtynę południową i kopać tunel. 20 grudnia (w świetle dnia około godziny 13:00), Polacy pod wodzą Jana Zamoyskiego dokonali brawurowego wypadu z twierdzy, podczas którego zagwoździli dwa działa i wybili kopiących tunel olkuskich górników. 24 grudnia Kordecki odrzucił kolejne żądanie poddania twierdzy, dlatego następnego dnia Szwedzi zbombardowali klasztor ponownie od strony północnej. Ostrzał był tak intensywny, że Szwedom pękła armata oblężnicza.
Burchard Müller otrzymał rozkaz od króla, by ruszył do Prus i wspomógł toczącą się tam wojnę oblężniczą. Ponieważ ostrzał nie przynosił spodziewanych skutków, Müller zdał sobie sprawę, że nie zdoła zdobyć twierdzy jasnogórskiej. By zachować twarz, zażądał w kolejnym liście 60 tysięcy talarów, na co Kordecki odpisał, że zapłaciłby na początku oblężenia, ale teraz nie może, gdyż szwedzkie wojska dokonały zbyt wielkich zniszczeń. 27 grudnia Szwedzi zwinęli oblężenie.
Klasztor był dobrze przygotowany do oblężenia (w bibliotece klasztornej zachowało się zestawienie zakupów uzbrojenia dokonane głównie na Dolnym Śląsku). Przebieg oblężenia wykazał wyższość artylerii klasztornej nad artylerią oblegającego twierdzę korpusu szwedzkiego. Coraz bardziej uciążliwa dla oblegających wojsk szwedzkich była polska partyzantka, gdyż przeciągające się oblężenie ściągało pod Częstochowę polskie oddziały idące klasztorowi na odsiecz. Najsilniejszy z oddziałów, którym dowodził Krzysztof Jan Żegocki, przybył na miejsce już po zakończeniu oblężenia. Tak samo spóźnił się organizator partyzantki na Żywiecczyźnie Stanisław Kulesza oraz inne oddziały chłopskie i góralskie.

## Następstwa
W grudniu 1655 wojna przestała mieć jednoznacznie defensywny charakter. Górale odbili z rąk szwedzkich Nowy Sącz. 29 grudnia, na wieść o zwycięskiej obronie Jasnej Góry, zawiązała się konfederacja tyszowiecka przeciwko Szwedom, podczas której w akcie konfederacji wspomniano z oburzeniem oblężenie klasztoru. W grudniu poniósł na Podlasiu klęskę sprzymierzony ze Szwedami Janusz Radziwiłł i zmarł 31 grudnia w oblężonym Tykocinie.
Król Jan Kazimierz wyruszył pod koniec 1655 z Głogówka i przez Racibórz, Cieszyn, Podoliniec (gdzie 1 stycznia 1656 spotkał się z marszałkiem wielkim koronnym Jerzym Sebastianem Lubomirskim) dotarł do Lwowa, gdzie 1 kwietnia 1656 złożył w katedrze śluby lwowskie, obierając właśnie Matkę Boską Częstochowską za patronkę i Królową Polski. Znaczenie obrony i rozmiar oblężenia uwydatnił przeor Augustyn Kordecki w wydanej jeszcze podczas potopu w 1658 „Nowej Gigantomachii” i od tej pory zaczęła ona być intensywnie wykorzystywana w propagandzie przeciw panowaniu szwedzkiemu obok wydanego w 1659 dzieła „Obsido Claris Montis Częstochoviensis” autorstwa Stanisława Kobierzyckiego.

## Oblężenie w literaturze
Obraz oblężenia przypomniał i utrwalił Henryk Sienkiewicz w Potopie. Wprowadził jednak zmiany do powieści poprzez odmłodzenie Piotra Czarnieckiego, zwiększenie przewagi szwedzkiej, wprowadzenie postaci Andrzeja Kmicica, którego pierwowzór (Samuel Kmicic) w rzeczywistości znajdował się ówcześnie na Podlasiu, wprowadzenie do powieści kolubryny i sposobu jej zniszczenia.

## Upamiętnienie
Walki pod Jasną Górą zostały, po 1990, upamiętnione na Grobie Nieznanego Żołnierza w Warszawie napisem na jednej z tablic, „JASNA GÓRA 18 XI – 26 XII 1655”.